# Ephesia flavescens
Ephesia flavescens là một loài bướm đêm trong họ Erebidae.